# Tang-dynastiet
Tang-dynastiet (唐朝) (18. juni 618 – 4. juni 907) efterfulgte Sui-dynastiet og blev afløst af De fem dynastiers og ti kongedømmers periode i Kina. Dynastiet mistede magten midlertidigt under Det andet Zhou-dynasti (16. oktober 690 – 3. marts 705) da kejserinde Wu Zetian greb magten.
Dynastiet var grundlagt af familien Li.
Tang-dynastiets hovedstad var Chang'an (i dag en forstad til Xi'an), som var verdens mest folkerige by på den tid, med sine ca. 2 millioner indbyggere.
Tang-dynastiet anses af historikere som et af højdepunkterne i kinesisk civilisation, og dynastiets hovedcenter Damingpaladset i Xi'an er i dag under omfattende restaurering

## Historie

### Fra 617 til 660
Dynastiet blev grundlagt af den kinesiske general Li Yuan (en halvgöktürk). På den tid oplevede Sui-dynastiet en dyb krise efter, at de tunge byrder, som dets krige mod Korea havde udløst, en række oprør store dele af det nordlige Kina.
Li Yuan kom fra en aristokratisk familie, som var blevet meget fremstående i riget, og han var militær kommandant over garnisonen i Taiyuan, da han greb chancen og marcherede mod hovedstaden. Han erobrede Cháng'ān i 617. Derpå blev Sui-dynastiets kejser Yangdi kvalt af sine rådgivere. Han blev efterfulgt af et barn, kejser Gongdi, som imidlertid blot var en marionet i regenten Li Yuans hænder. Et år efter vendte Li Yuan sig imod Gongdi, erobrede også Luoyang og grundlagde Tang-dynastiet. Gongdi levede lidt længere men blev til sidst myrdet på den nye kejsers ordre i 619.
Li, som blev kejser med kejsernavnet Gaozu, gjorde Chang'an til sin hovedstad. Byen havde da to millioner indbyggere. Den var ikke den eneste millionby i Kina, Luoyang havde én million indbyggere. Gaozu lagde stor vægt på at konsolidere rigets magt, og i 628 havde Tang-dynastiet formået at samle hele Kina.
Som kejser fulgte Li Yuan/Gaozu Sui-dynastiets reformer op, hvilke var kommet i forlængelse af de senere tiders mange og dybe kriser. Han stod også overfor nye udfordringer, blandt andet fra göktürkerne i nord – han bestak dem for, at de skulle holde sig i ro og ikke invadere riget. Hans religionspolitik var anderledes end Sui-kejsernes; han tog aktive skridt for at styrke konfucianismen og reducere buddhismens indflydelse. Han tog skridt for at sikre en jævnere fordeling af jord mellem bønderne og sænkede skatterne. Han afskaffede imidlertid Sui-dynastiets strenge retsjustis og reformerede retssystemet, og igangsatte det lovarbejde som efterfølgeren skulle afslutte.
Jorddistributionsoplægget, som kejser Gaozu efterlod sig, var en af hovednøglerne til den økonomiske vækst som Tang-tiden bragte med sig. Det gik ud på at alle bondefamilier skulle få deres egen jord. Man ville sikre, at alle kunne både ernære sig og yde skat. Skattesystemet var ikke baseret på hvor meget land, man dyrkede, men på antallet personer i familien. Hver person var ansvarlig for en eller anden skat. Et sådant system krævede et overordentlig godt udbygget folketællingssystem. Arkæologiske fund har bekræftet, at det formåede man faktisk at etablere. Antagelig fungerede det bedst i de hvededyrkende områder i nord. I syd, hvor det var risdyrking, var det vanskeligere at gennemføre redistribution af ejendommene eftersom risterrasser og -marker ikke lige så let lader sig dele op og kræver en større fællesindsats.
Risproduktionen voksede kraftigt i Tang-tiden. Efterhånden, som ris blev mere lønsomt for bønderne, begyndte befolkningstyngdepunktet at ændre sig fra Wei-dalen og den nordkinesiske slette og sydover til områderne rundt Chang Jiangs nedre løb.
Men i de nære ting fremstod kejser Gaozu som mere ubeslutsom og stod mere og mere i skyggen af sin søn Li Shimin. Kejser Gaozu abdicerede i 626 til fordel for sin søn, som så blev kejser (Taizong) efter episoden ved Xuan Wu-porten (玄武门之变), da Li Shimin mente at måtte dræbe sine to umoralske brødre, som forsøgte at tilrive sig kejsertronen. Gaozu levede videre med titlen "den store kejser" (Taishang Huang) til sin død i 635.
Det blev kejser Taizong, som måtte tage fat i truslen fra de østlige güktürkere. De var under deres leder Xieli Khan et uromoment omkring hovedstaden Chang'an. Som svar på dette startede den nye kejser en storoffensiv mod dem og vandt i 626/30 en afgørende sejr over dem og erobrede deres land, som strakte sig fra nutidens Beijing til Ningxia. Göktürkerledere, som sværgede troskab mod Tang-dynastiet, kunne genindtræde i sine lokale lederhverv.
Nu kunne Tang-Kina ekspandere langt vest over langs "Silkevejen" og kunne åbne sig for det vestlige udland.
Mange fremmede handelsmænd og krigere strømmede ind i Kina efter, at landevejen var klar efter 630 og satte sit præg på bykulturen der. De bragte også med sig sine egne religioner. Således kom der også kristne missionærer: Den nestorianske persiske biskop Alopen lagde ud på en missionsrejse, og ankom til Chang'an i 635. Næsten umiddelbart blev han bedt om at oversætte de nestorianske sutraer til kinesisk og fik kinesiske lærde til at hjælpe sig. I 638 var den første klar: "Sutraen om Jesus Messias". Den understregede, at der var intet i det kristne budskab, som kunne true de kinesiske traditioner. Kejser Taizong var tilfreds og gav tilladelse til, at den nye lære kunne forkyndes i hele riget. Det udløste stor nestoriansk missionsaktivitet, og der blev oprettet klostre i landets vigtigste byer. Den næste kejser, Gaozong, gav Alopen titlen "Den store åndelige herre og beskytter af riget". Indskriften på Xi'anstelen, som blev sat op over hundrede år etter i Chang'an (781), hævder, at "troen er udbredt i alle ti provinser ... og det er klostre i hundrede byer". Kilderne viser, at nestorianerne lagde vægt på at formulere det kristne budskab i konfucianismens filosofiske sprogstil. Ved sine overlegne kundskaber i medicin og kirurgi blev nestorianerne sat højt i samfundet, men efter som deres lederskab var gennemgående ikke-kinesisk, og mange af deres medlemmer var udenlandske handelsfolk, blev de kategoriserede sammen med buddhismen og zoroastrianismen som en "udenlandsk religion".
En af de mest berømte rejsende fra Kina på denne tid var buddhisten Xuan Zang, som rejste som pilgrim til Indien mellem 629 og 645. Han og nogen andre buddhistiske rejsende kunne tage en række buddhistiske tekster med sig hjem, hvilke senere skulle gå tabt for inderne (hvor buddhismen var i færd med at blive helt fortrængt af hinduismen) således, at det senere blot var i Kina (og i lande som søgte inspiration fra kinesisk buddhisme) at en række gamle buddhistiske traditioner og indsigter skulle blive bevarede.
Kejser Taizong fornyede også embedsprøver i historie, de konfucianske klassikere, lyrik og forvaltningsaspekter (maksimalt 10% af kandidaterne bestod eksamenerne) for at hæve niveauet blandt embedsmændene. I praksis betød imidlertid penge og slægtsbaggrund et langt hen ad vejen hvem, som blev embedsmænd.
Tang-Kinas administration var inddelt således:
- det kejserlige kancelli
- statskancelliet med de klassiske seks ministerier:

Embeder,
Finanser,
Riterne,
Hæren,
Justits og
Offentlige arbejder)
- det kejserlige sekretariat (ansvarlig for kontrol og censur)
- Statsråd, hvor blandt andet statskancelliets fremmeste var med.

Straffelovene blev forenklet og mildnet, skolevæsenet blev fremmet. Tang-tidens lovkodeks, Tanglü-shuyi, er bevaret fuldstændig i eftertiden. Den var meget omfangsrig (over 500 paragrafer i tolv afsnit) og logisk heldækkende. Man tog i betragtning både forbrydelsens alvorsgrad og offerets position i samfundet.
Mod slutningen af sit liv styrtede kejser Taizong (død 649) sig ud i en belastende krig mod Korea, hvilket efterhånden førte til, at han blev isoleret til og med inden for sit eget regeringsapparat.
I 643 kom et sendebud fra Det Østromerske Rige, og i 651 kom det historisk første belagte sendebud fra kalifatet (da under Uthman ibn Affan, en af Muhammeds svigerfædre).
I 651 brød lederen for de vestlige göktürkere, Shaboluo Khan, med Tang-dynastiet. Seks år senere gik Tang-styrkerne til angreb, og i 657/59 måtte også vestgöktürkerne underkaste sig.
I 661 bad en persisk fyrste ved navn Peroz om kinesisk hjælp mod araberne.
Det var i slutningen af 600-tallet og i 700-tallet, at Tang-Kina havde sit største geografiske omfang. Landet selv havde direkte styre over hele det kinesiske kerneområde og et godt stykke mod syd ind i Indokina, mod vest og nord. Dertil kan lægges de store områder, som måtte betale tribut til kejseren og således anerkendte en slags vasal-underordning over for Tang-riget. Blandt de støre riger, som betalte tribut, var Kashmir, Neparo (Nepal), Vietnam, Korea, og ni kongedømmer ved floderne Amu-Darja og Syr-Darja syd i Centralasien. Flere nomaderiger havde også underordnet sig.

### Tiden mellem 660 og 705 (med Det andet Zhou-dynasti fra 690)
Kejser Gaozong (regerede 650-683) led fra og med 660 af svimmelhedsanfald og hovedpine. Man har senere antaget, at det skyldtes hans kone Wu Zhao, den senere "skrækkelige kejserinde" Wu Zetian (en tidligere konkubine), som man formoder forgiftede ham langsomt. Nogen beviser for dette foreligger ikke.
Wu Zhao var først kommet ind i kejserpaladset under kejser Taizong. Hun blev del af hans harem sandsynligvis i 638 (også 636 er tænkelig) og blev gjort til en cairen (才人), det vil sige en af de ni "femterangs-konkubiner". Kejser Taizong gav hende tilnavnet Mei (媚), som betyder "charmerende, smuk". På denne tid gik hun således under navnet Wu Meiniang.
Da kejser Taizong døde i 649, måtte Wu Meiniang, som sædvanen var for afdøde kejseres konkubiner, forlade det kejserlige palads og træde ind i et buddhistisk nonnekloster, hvor man ragede alt håret af hende. Men ikke længe efter, sandsynligvis i 651, kom hun tilbage til paladset: Den nye kejser Gaozong havde været på besøg i klosteret og var blevet betaget af hendes skønhed. Der er nogen uenighed om hvordan, hun endte som kejserens hustru, men det står som et faktum, at hun på kort tid udmanøvrerede Xiao, som var den mest indflydelsesrige af kejserens elskerinder, og blev "forfremmet" til zhaoyi (昭儀), det vil sige til den højest rangerende af de ni "andenrangs-konkubiner". Det forhold, at kejseren havde taget som konkubine en kvinde, som havde været hans egen fars konkubine og desuden var nonne, blev anset som chokerende umoralsk af mange konfucianere.
I 654 blev Wu Meiniangs lille datter dræbt. Kejser Gaozongs dronningkejserinde Wang var angivelig blevet observeret af øjenvidner nær det lille barns gemakker, og hun blev stillet for retten og fundet skyldig i at have dræbt barnet af jalousi. En muligvins opdigtet legende går ud på, at det var Wu Meiniang selv, som dræbte datteren, for akkurat på den måde at nå nærmere sit mål. Uanset dette endte det med, at kejseren gjorde hende til chenfei (宸妃), en ekstraordinær titel som rangerede henne over de fire "førsterangs-konkubiner" og lige under kejserdronningen. Og da Wang-dronningen til sidst blev degraderet i november 655, var de Wu, nu Wu Zhao, som blev kejserdronning. Wu sørgede senere, da hun var blevet kejserinde, for at henrette både Wang og den før nævnte Xiao på grusom vis: deres arme og ben blev slået og brækket, og så blev de lagt i hver sin store vinurne, hvor de døde efter flere dages smertefuld dødskamp.
Wu Zhao myrdede sin førstefødte søn og indespærrede to andre af sine sønner. Så tog hun kejserindetitlen under navnet Wu Zetian den 16. oktober 690 og regerede (til trods for sine myrderier) med støtte fra buddhisterne, det hemmelige politi og store dele af befolkningen. Hendes styre fik navnet Det andet Zhou-dynasti.
Støtten fra buddhisterne kom af, at kejserinden selv var fra en from buddhistisk familie, og hendes holdning til trosretningen fremmede dens stilling. Da hun var på vej op til magtens tinde, blev det særlig konspireret mod henne fra konfuciansk og taoistisk hold, så det var ikke overraskende, at hun da søgte støtte fra buddhisterne. Nogen buddhistiske præster forkyndte, at orakler havde identificeret hende som Maitreya Buddha (den fremtidige Buddha som skal manifestere sig på jorden at undervise i den rene dharma og blive Verdens Hersker). De sagde også, at det himmelske mandat ifølge oraklerne var blevet overført til hende. Som kejserinde fremmede hun særlig de buddhistiske skoleretninger Chan og Huayan.
Ifølge traditionel kinesisk politisk teori var det utænkeligt og uhørt, at en kvinde kunne indehave kejsertronen, men kejserinde Wu var opsat på at knuse oppositionen og indsatte loyale støtter i de centrale poster. Hun regerede med machiavelliansk kløgt og despotisk brutalitet. Hun oprettede et eget hemmelig politi med vide fuldmagter til at tage sig af oppositionelle. Hun var også støttet af sine to elskere, Zhang-brødrene (Zhang Yizhi, 張易之, og den yngre Zhang Changzong 張昌宗). Hendes støtte til buddhismen var populær i folket, og hun formåede med brutale virkemidler at holde mulige modstandere i Li-slægten (Tang-epokens kejserlige slægt) og adelen nede. I 695 foretog hun et sidste navneskifte som kejserinde (af 14!) således, at hendes kejserlige navn nu var Tiance Jinlun Shengshen (天冊金輪聖神皇帝), et navn som ikke skulle ændres flere gange så længe, hun regerede.
I 705 blev hun styrtet. Hun var da over 80 år og var blevet svagelig, så hun kunne ikke forhindre kuppet den 20. februar, som førte til Zhangbrødrenes henrettelse. Med det var hendes magt omme, og den 3. marts kunne kejser Zhongzong vende tilbage til kejsertronen. Kejserinde Wu døde ni måneder efter, måske fortrøstet af, at hendes nevø Wu Sansi (武三思) med stor kløgt hurtigt havde formået at kontrollere den genindsatte kejser ved hjælp af det seksuelle forhold, han havde indledt med en kejserlig konkubine.

### Tiden mellem 705 og 907
Efter en urolig tid med to mord og en abdikation gik kejsertronen til sidst til kejser Xuanzong (713–756), som skulle få tilnavnet minghuang — den strålende monark. Under Xuanzong kunne Tang-Kina nyde godt af en fredens, kulturens og visdommens guldalder. Tang-Kinas store rigdom førte til, at dette blev en tid, som udviklede et højt uddannelsesniveau. Digtere og forfattere som Li Bai, Du Fu, Meng Haoran og andre hører til denne epoke.
Kejser Xuanzong forfaldt imidlertid snart i uvirksomhed og blev et viljeløst værktøj i hænderne på to af sine nærmeste medarbejdere (Li Linfu, Yang Guozhong) og en bi-hustru ved navn Yang Guifei. Li Linfu formåede til og med at udvirke, at tre af kejserens sønner blev henrettede i 737.
Imens førte de højere militæromkostninger forårsagede af stadig krigsførelse langs Silkevejen til højere skattetryk. Og der var intern strid i regeringen mellem de adelige embedsmænd og de eksamensmeriterede embedsmænd, alt mens den aldrende kejser trak sig mere og mere tilbage i sin privatsfære. I hæren var der stor uro ved, at professionelle soldater havde opnået en meget stor rolle, og generalerne var blevet alt for mægtige. Militærets styrkede stilling skyldtes også, at førsteministeren, Li Linfu (død 752), mistroede civilforvaltningen i provinserne og brugte det militære som modvægt.
Da en tyrkisk general ved navn An Lushan tabte en magtkamp i hoffet mod den nye førsteminister Yang Guozhong, anstiftede han til et oprør, som skulle rive op det nordlige Kina i otte år. An Lushan erobrede i 755/6 både Luoyang og Chang'an men blev så myrdet. Kejser Xuanzong (død 762) flygtede til Chengdu, og abdicerede til fordel for sin søn, som blev kejser Suzong (regeringstid 756-762). Han genvandt hovedbyerne i 757, men opstanden fortsatte til 763. Det hævdes, at An Lushan-oprøret i alt kostet 36 millioner mennesker livet. Overslaget er tvivlsomt: dersom det er rigtigt, ville det betyde næsten ¾ af befolkningen.
Uigurerne, tibetanerne og andre kunne fra 762/63 gøre sig stærkere gældende i Kina. Ærgerrige statholdere satte sig stadig ud over centralmagten, som nu var stærkt svækket. Ved kejserhoffet regerede ofte svage kejsere, eunukkerne eller stærke generaler. Én kejser måtte i 783/84 ligefrem flygte fra sin hovedstad.
Tedyrkning blev mere populært i 700-tallet. Det ser man blandt andet af fremvæksten af tehuse og af, at Tang-styret gjorte te til et af statsmonopolerne i 793. Andre varer, som blev monopoliserede, var salt og alkohol. Det mest indbringende af de tre var saltmonopolet.
Tang-dynastiets definitive knæk og undergang begyndte med Huang Chao-oprøret fra 876 til 884. Dette oprør kostede ifølge datidens kilder endnu flere mennesker livet end An Lushans oprør. Huang Chao raserede først de sydlige provinser (med blandt andet Kanton i 879), og vendte så sin opmærksomhed nordover. Kejser Xizong (regeringstid 874-88) flygtede i 881 til Chengdu og måtte overlade begge hovedbyerne til Huang Chao, som tog livet af en række Tang-prinser. Det var først i 884, at han måtte give tabt på slagmarken for et tyrkisk kavalerikorps. I 885 kunne kejseren vende tilbage til Chang'an.
I 900 tog eunukkerne kontrollen men blev snart ryddede af vejen af en general ved navn Zhu Wen (en overløber fra Huang Chao). Derefter sørgede Zhu Wen for at tage livet af alle Tang-prinserne i 907, hvorpå Tang-dynastiets tid var ovre.

## Tidlig historieskrivning
Det første klassiske værk om Tang-tiden er Tang-bogen af Liu Xu (887–946) med flere. Dette var i Det senere Jin-dynasti. Værket blev senere omredigeret til en ny historiefremstilling (Den nye Tang-bogen); dette blev gjort af Song-historikerne Ouyang Xiu (1007–1072), Song Qi (998–1061) og andre (mellem 1044 og 1060). Begge var baseret på tidligere annaler, som siden er gået tabt. Og de regnes begge blandt De 24 historieværker om Kina. En af de få overleverede kilder til Tang-bogen, som særlig dækker tiden forud for 756, er Tongdian, som Du You præsenterede for kejseren i 801. Tang-perioden blev igen grundig fremstillet i den universalhistoriske tekst ved navn Zizhi Tongjian, redigeret, sammenstillet og fuldført i 1084 af en gruppe lærde under ledelse af Song-kansleren Sima Guang (1019–1086). Denne historiske tekst, som består af tre millioner kinesiske tegn i 294 bind, dækkede Kinas historie fra De stridende staters tid frem til begyndelsen af Song-dynastiet.